# Keith Flint
Keith Charles Flint (Redbridge, Essex, Inglaterra; 17 de septiembre de 1969 - Great Dunmow, Essex, Inglaterra; 4 de marzo de 2019) fue un cantante, músico y bailarín británico, miembro de la banda de música electrónica The Prodigy.

## Biografía
Se crio y se formó en su ciudad natal, donde asistió al The Boswells School. A finales de los años 80 conoció al DJ Liam Howlett en una fiesta rave de una discoteca y expresó su agrado por el gusto musical de Howlett. Después de recibir un remix de Liam Howlett, la cara B tenía algunas canciones de Liam que había hecho en el estudio de su dormitorio Earthbound. Flint fue a ver a Howlett con gran entusiasmo, insistiendo en que debía llevar sus canciones a los escenarios, y que el propio Flint y su amigo Leeroy Thornhill actuarían juntos. Poco después, en 1990, se incorporó al nuevo proyecto de Howlett, The Prodigy.
Originalmente Flint era el bailarín de la banda, pero no fue hasta 1996 donde hizo su primera aparición como cantante y solista en el sencillo «Firestarter». El video de este, muestra el nuevo look punk de Flint. En el álbum de 1997, The Fat of the Land, contó con las voces de Flint en varias pistas, entre ellas, "Breathe", "Serial Thrilla", "Fuel My Fire" y "Firestarter". En 2002, editó con The Prodigy el sencillo «Baby's Got a Temper» compuesta por Flint, en principio para que formara parte de su nuevo proyecto, Flint, con el cual en 2003 lanzaría su álbum debut Device #1.
En 2012, Flint colaboró con el músico británico de dubstep Caspa en el sencillo titulado "War". También formó parte del proyecto Clever Brains Fryin'.
En sus tiempos libres incursionaba ocasionalmente en el motociclismo.
Fuera del escenario, Flint era un tipo afable y capaz de reírse de sí mismo. En 2014 fundó un equipo de motociclismo de competición, Team Traction Control, con el que logró algunas victorias notables. En los últimos años se distanció de la banda. En 2004, el álbum Always Outnumbered, Never Outgunned ya no contó con su participación. Las voces de ese trabajo fueron las de los hermanos Gallagher, de Oasis, y la de la actriz Juliette Lewis. En esa época, Flint admitió que había sufrido depresión y había adquirido adicción a algunos fármacos. «Ponía en fila multitud de pastillas y me las tomaba hasta perder la cuenta y perder el conocimiento», reconoció en 2009 al diario The Times.

## Muerte
En la mañana del 4 de marzo de 2019, después de preocupaciones generalizadas por su bienestar, la policía fue llamada a la casa de Flint, en Great Dunmow, Essex, donde fue encontrado muerto. Flint se habría quitado la vida después de haberse separado de su esposa y de haber puesto su casa en venta. Su compañero de banda Liam Howlett declaró a través de Instagram que su muerte había sido un suicidio, sin embargo, la autopsia reveló que no hay pruebas suficientes para confirmarlo.

## Discografía
Álbumes de estudio con The Prodigy
- The Prodigy Experience (1992)
- Music for the Jilted Generation (1994)
- The Fat of the Land (1997)
- Invaders Must Die (2009)
- The Day Is My Enemy (2015)
- No Tourists (2018)

Álbumes de estudio con Flint
- Device #1 (2003)